# Wilson-lile
A Wilson-lile (Charadrius wilsonia) a madarak osztályának, a lilealakúak (Charadriiformes) rendjébe, ezen belül a lilefélék (Charadriidae) családjába  tartozó faj.

## Rendszerezése
A fajt George Ord amerikai zoológus írta le 1814-ben. Egyes szervezetek az Ochthodromus nembe sorolják Ochthodromus wilsonia néven. Nevét Alexander Wilson skót-amerikai költő és ornitológusról tiszteletére kapta.

## Alfajai
- Charadrius wilsonia beldingi (Ridgway, 1919)
- Charadrius wilsonia brasiliensis Grantsau & P. C. Lima, 2008
- Charadrius wilsonia cinnamominus (Ridgway, 1919)
- Charadrius wilsonia wilsonia Ord, 1814[1]

## Előfordulása
Kanadától, Közép-Amerikán és a Karib-térségen keresztül, Dél-Amerika középső részéig honos. Természetes élőhelyei a sziklás és homokos tengerpartok.

## Megjelenése
Testhossza 20 centiméter.
|  |  |

## Életmódja
A talajon keresi rovarokból álló táplálékát.

## Természetvédelmi helyzete
Az elterjedési területe nagyon nagy, egyedszáma ugyan csökken, de még nem éri el a kritikus szintet. A Természetvédelmi Világszövetség Vörös listáján nem fenyegetett fajként szerepel.